# Casa del vento
La Casa del vento è un gruppo combat folk formatosi in provincia di Arezzo nel 1991.

## Il gruppo
La carriera musicale del gruppo comincia agli inizi degli anni novanta quando, conosciuti come "Teach na Gaothe" (nome che in gaelico significa appunto "Casa del vento"), inizia ad esibirsi sui palchi d'Italia in concerti di musica folk irish.
Nel 1999 producono il primo album dalle atmosfere folk rock, Senza bandiera, con cui inizia la carriera discografica del gruppo che vedrà nel lavoro successivo, del 2001, Novecento, la collaborazione di Stefano "Cisco" Bellotti, allora cantante dei Modena City Ramblers. Nel 2002 pubblicano Pane e rose, ispirato a temi di attualità quali il G8 di Genova (Genova chiama) e la battaglia per l'articolo 18 (Hermanos, hermanos), temi terzomondisti e un omaggio ai Sex Pistols.
Nel 2004 escono ben due album: il primo, Al di là degli alberi, prosegue l'esplorazione dei temi consueti del gruppo ma con un linguaggio sonoro più moderno ed ammiccante. Ben più compiuto ed interessante Sessant'anni di Resistenza, progetto speciale per rievocare le grandi figure e i momenti salienti della Resistenza antifascista ad Arezzo. Nel 2006 esce Il grande niente, disco in controtendenza con lo stile del gruppo, dal suono decisamente più ballabile. Dall'ottobre 2006 il violinista Patrick Wright decide di lasciare il gruppo, lo sostituisce Andreas Petermann.

## Formazione
- Luca Lanzi: voce, chitarra acustica
- Sauro Lanzi: fiati, fisarmonica
- Massimiliano Gregorio: basso elettrico
- Fabrizio Morganti: batteria, percussioni
- Andreas Petermann: violino
- Riccardo Dellocchio: chitarra elettrica

## Discografia

### Album
- 1999 - Senza bandiera
- 2001 - 900 (con Stefano "Cisco" Bellotti)
- 2002 - Genova chiama (EP)
- 2002 - Pane e rose Mescal/Sony BMG[1]
- 2003 - Non in mio nome (EP)
- 2004 - Sessant'anni di Resistenza
- 2004 - Al di là degli alberi
- 2006 - Il grande niente
- 2008 - Il fuoco e la neve (raccolta con 6 inediti)
- 2009 - Articolo uno
- 2011 - Seeds in the wind (EP con Patti Smith & Lenny Kaye)
- 2012 - Giorni dell'Eden
- 2015 - Semi nel vento
- 2016 - Né santi né padroni
- 2022 - Alle corde
- 2023 - Live a Sant'Anna di Stazzema

### Partecipazioni
- 2009 Luca Lanzi in Senza Fretta, tratto da Male Bene degli Almamediterranea
- 2005 Luca Lanzi in La notte di San Severo tratto dall'album 'Appunti Partigiani' dei Modena City Ramblers
- 2016 Luca Lanzi in Cinque ragazzi tratto da Siamo noi quelli che aspettavamo di Marco Cantini